# Philipp Schoch
Philipp Schoch (n. 10 octombrie 1979, Winterthur, cantonul Zürich, Elveția) este un sportiv ce a reprezentat Elveția, medaliat olimpic. A participat la 3 ediții ale Jocurilor Olimpice (2002, 2006, 2014) în care a câștigat două medalii de aur.